# Anàglif

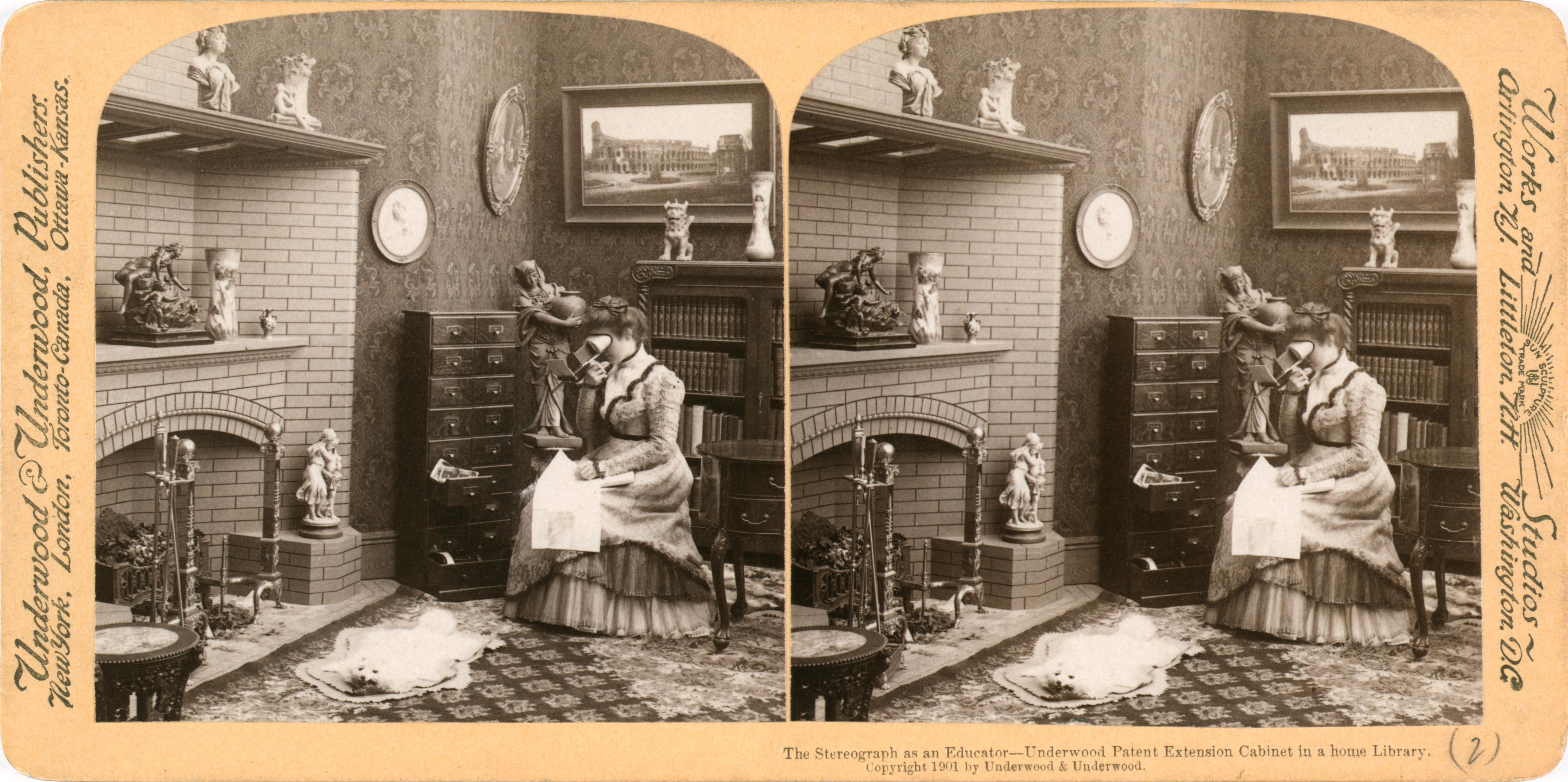
Imatges font de l'exemple anterior

Les imatges d'anàglif són imatges de dues dimensions amb la propietat de provocar un efecte tridimensional quan es veuen amb lents especials (lents de color diferent per a cada ull). Es basen en el fenomen de síntesi de la visió binocular i va ser patentat per Louis Ducos du Hauron en el 1891 amb el nom d'aquest article. Les imatges d'anàglif es componen de dues capes de color, superposades però mogudes lleugerament l'una respecte a l'altra per produir l'efecte de profunditat. Usualment, l'objecte principal està en el centre, mentre que el del voltant i el fons estan moguts lateralment en direccions oposades. La imatge conté dues imatges filtrades per color, una per a cada ull. Quan es veu a través de les ulleres d'anàglif, es revelarà una imatge tridimensional. L'escorça visual del cervell fusiona això dins de la percepció d'una escena amb profunditat.

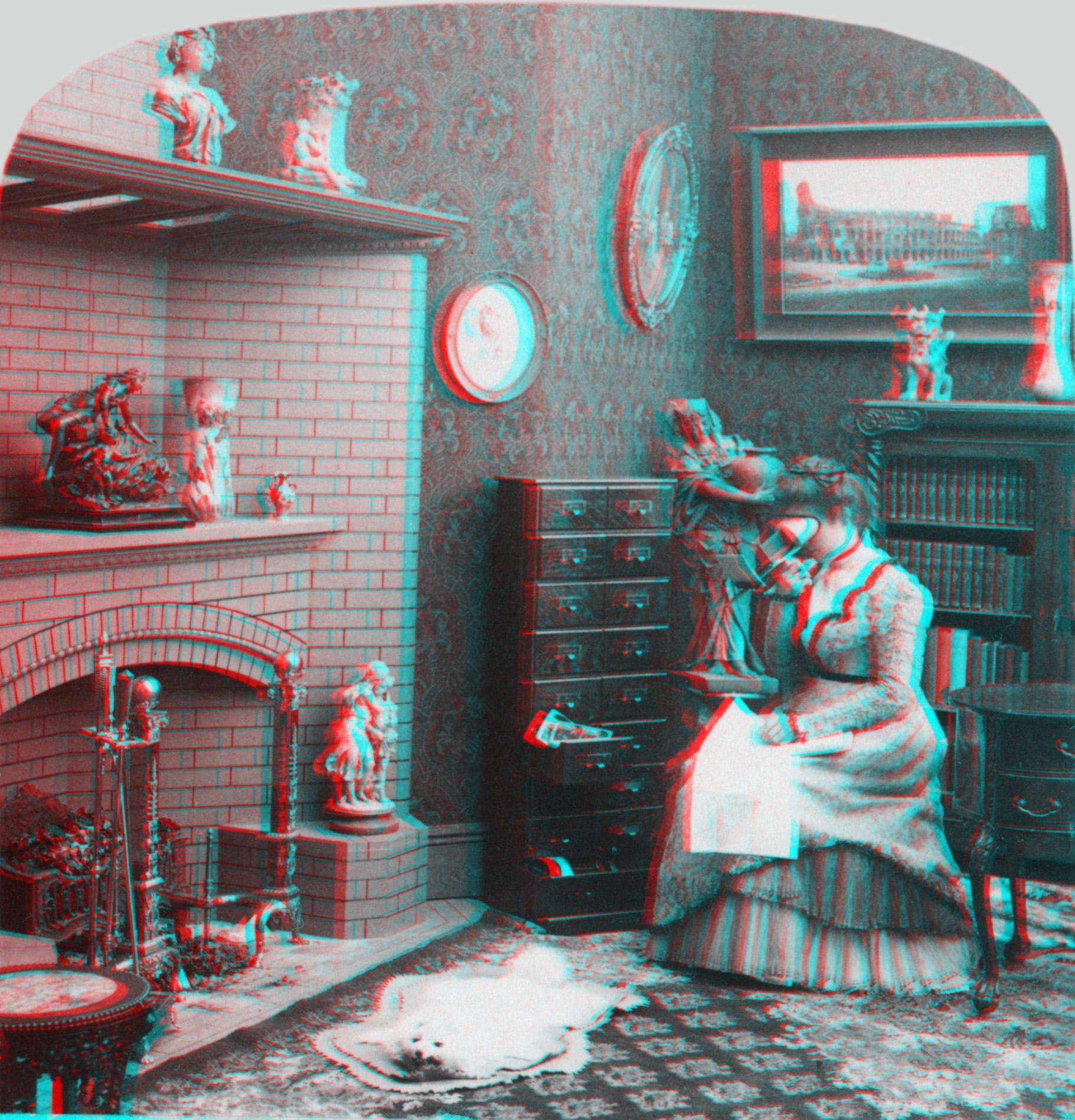
Imatge d'anàglif

Aquestes imatges han tornat a despertar interès a causa de la presentació d'imatges i vídeos en Internet. Videojocs, pel·lícules de cinema i DVD també s'han exhibit amb el procés de l'anàglif; així mateix, per a la ciència i el disseny, en què la percepció de profunditat és útil, s'han elaborat imatges tridimensionals. N'és un exemple proporcionat per la NASA, que usa dos vehicles orbitals per a obtenir imatges en 3D del Sol.

## Producció d'imatges d'Anàglif
Per a crear un anàglif és primordial tenir dues fotografies, preses en un mateix moment (per mantenir iguals condicions de llum i d'escenografia); les fotos han d'enfocar el mateix objecte, movent lateralment la càmera entre 3 i 5 centímetres per a la segona fotografia. El muntatge es pot realitzar amb un programa senzill com Anamaker, lliurement descarregable des d'aquest lloc web . Aquestes fotografies han de ser preses amb filtres de forma que només captin una part de la llum rebuda. Prenent com a base que la llum s'emet en tres colors (vermell, verd i blau (d'aquí la nomenclatura RGB)), si no es disposa d'aquests filtres, es pot utilitzar el retoc fotogràfic d'eines com Adobe Photoshop o Gimp.
Els passos generals a seguir utilitzant filtres són:
- Fer la fotografia dreta amb el filtre que no deixa passar el roig.
- Fer la fotografie esquerra amb el filtre que no deixa passar ni el verd ni el blau.
- Muntar les imatges (generalment amb diapositives sota un projector).

Un procediment més senzill és utilitzar una càmera digital i un software de retoc fotogràfic. En aquest exemple, ho farem concretament amb Adobe Photoshop:
- Fer les dues fotografies amb una distància entre elles d'uns 3/5 cm enfocant a un punt concret.
- Eliminar els colors Blau i Verd a la paleta Canals per a la fotografia que representa l'ull esquerre.
- Eliminar el color vermell a la paleta Canals per a la fotografia que representa l'ull dret.
- La fotografia representant de l'ull esquerre s'arrossega fins a l'altra foto, sobreposant-la i aplicant la propietat de capa Trama (o Dividir, depenent de la versió de Photoshop).

## Funcionament
Veure anàglifs a través de filtres de color apropiats dona com a resultat que cada ull observa una imatge lleument diferent. En un anàglif vermell-blau (cian exactament) per exemple, l'ull cobert pel filtre vermell veu les parts vermelles de la imatge com a "clares" i les parts blaves com a "fosques" (el cervell produeix la adaptació dels colors). Per altra banda, l'ull cobert pel filtre blau percep l'efecte contrari. La resta de la composició es percep igual pels ulls. El cervell fusiona les imatges rebudes de cada ull i les interpreta com una imatge amb profunditat.

## 3D anàglif a pel·lícules
De 1952 a 1955, aquest tipus de pel·lícules van ser molt populars amb més de 40 títols creats. Tot i això el sistema majoritari de projecció no va ser el sistema per imatges anaglifes sinó el sistema per polarització utilitzant un doble projector enclavat (dual-projector interlocked). Hi va haver un ressorgiment de l'interès pel 3D als anys 60, 70 I 80 degut a la simplificació i millor distribució del sistema de projecció polaritzada. Fins a l'aparició del format 3D de IMAX 70mm, el més popular era el format Stereovisión, de 35mm.

## Galeria d'imatges anàglif
Es recomana l'ús d'ulleres anàglif "red&blue" per a la visualització de les següents imatges.

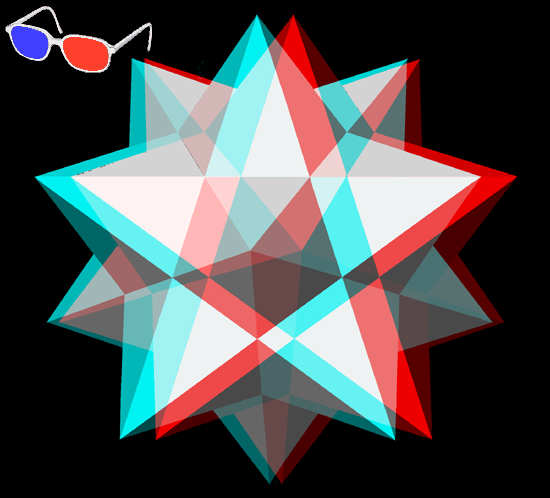
Figura geomètrica en format anàglif.
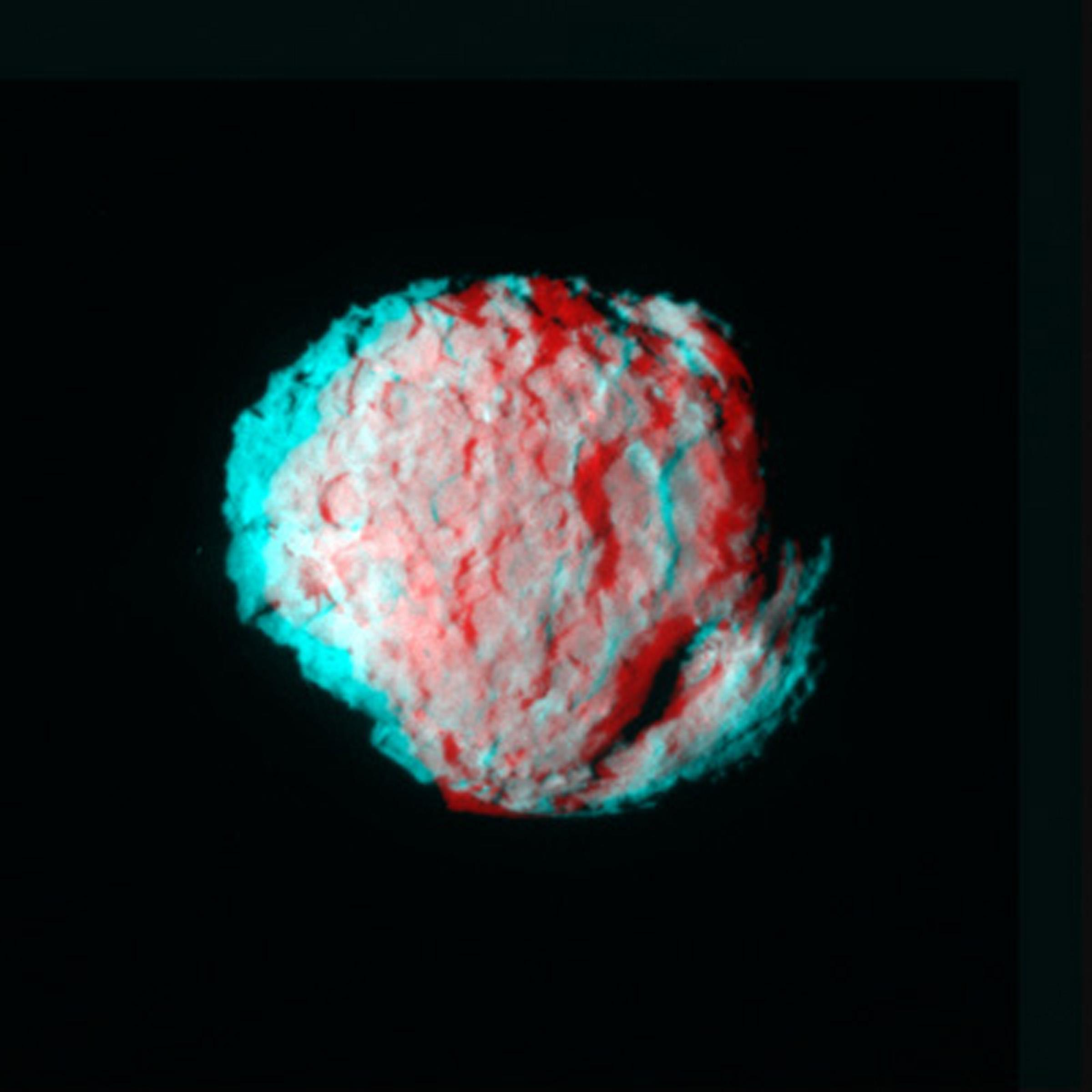
Cometa en format anàglif.
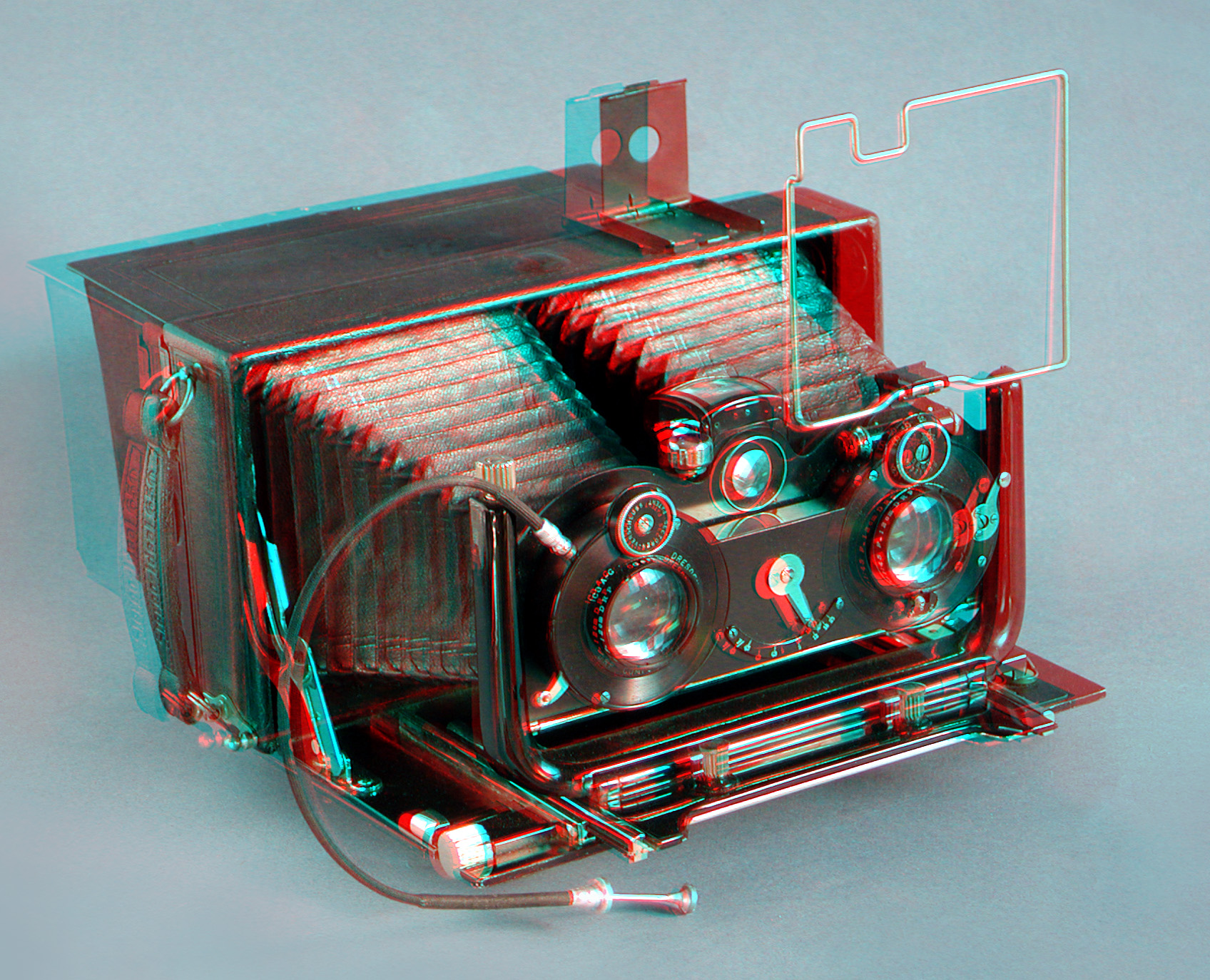
Càmera 3D de principis de S. XX en anàglif.
Logotip de "Creative Commons" en anàglif.
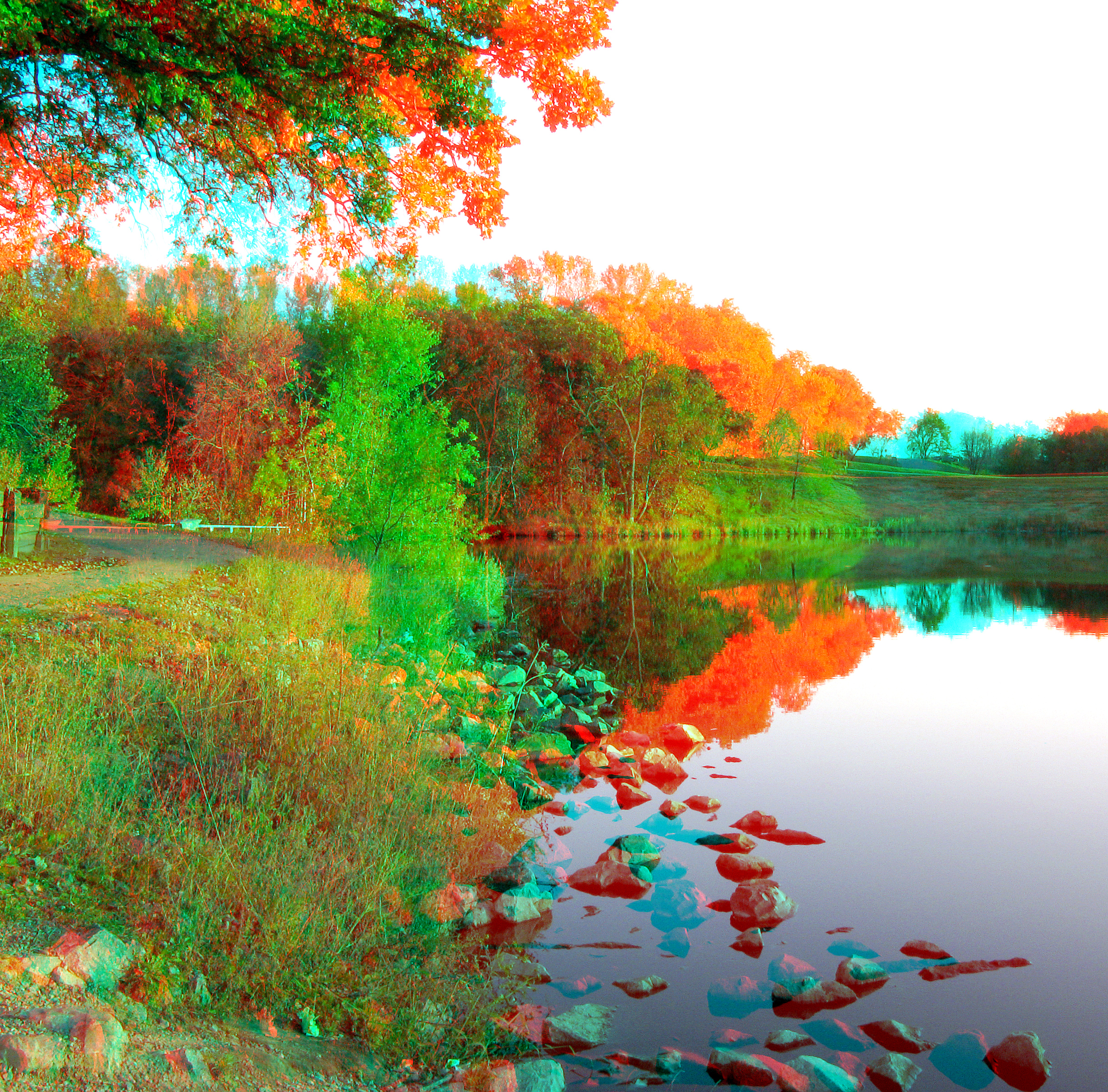
Llac en anàglif.